# Langley (Oxfordshire)
Langley – osada w Anglii, w hrabstwie Oxfordshire, w dystrykcie West Oxfordshire, w civil parish Leafield. Leży 22 km od miasta Oksfordu. W 1931 roku civil parish liczyła 41 mieszkańców.